# Осада Акрополя (1687)
Осада Акрополя (ит. Assedio di Acropoli) произошла 23–29 сентября 1687 года во время Морейской войны, когда венецианская армия под командованием Отто Вильгельма Кенигсмарка осадила Афинский Акрополь, удерживаемый османским гарнизоном. В результате осады была разрушена большая часть Парфенона, который турки использовали как склад пороха.
Несмотря на потери, понесённые чумой осенью и зимой 1686 года, силы Морозини пополнились следующей весной за счет прибытия новых немецких наемников, и именно таким образом венецианский командующий смог организовать штурм последних главных османских бастионов на Пелопоннесе. Венецианцы сумели без единого выстрела взять Патры, замки Морея и Румелия и крепость Лепанто. После этих побед, очистивших Пелопоннес от турецких армий, Морозини решил перенести кампанию в центральную Грецию и, в частности, против турецких бастионов в Фивах и Халкиде. 

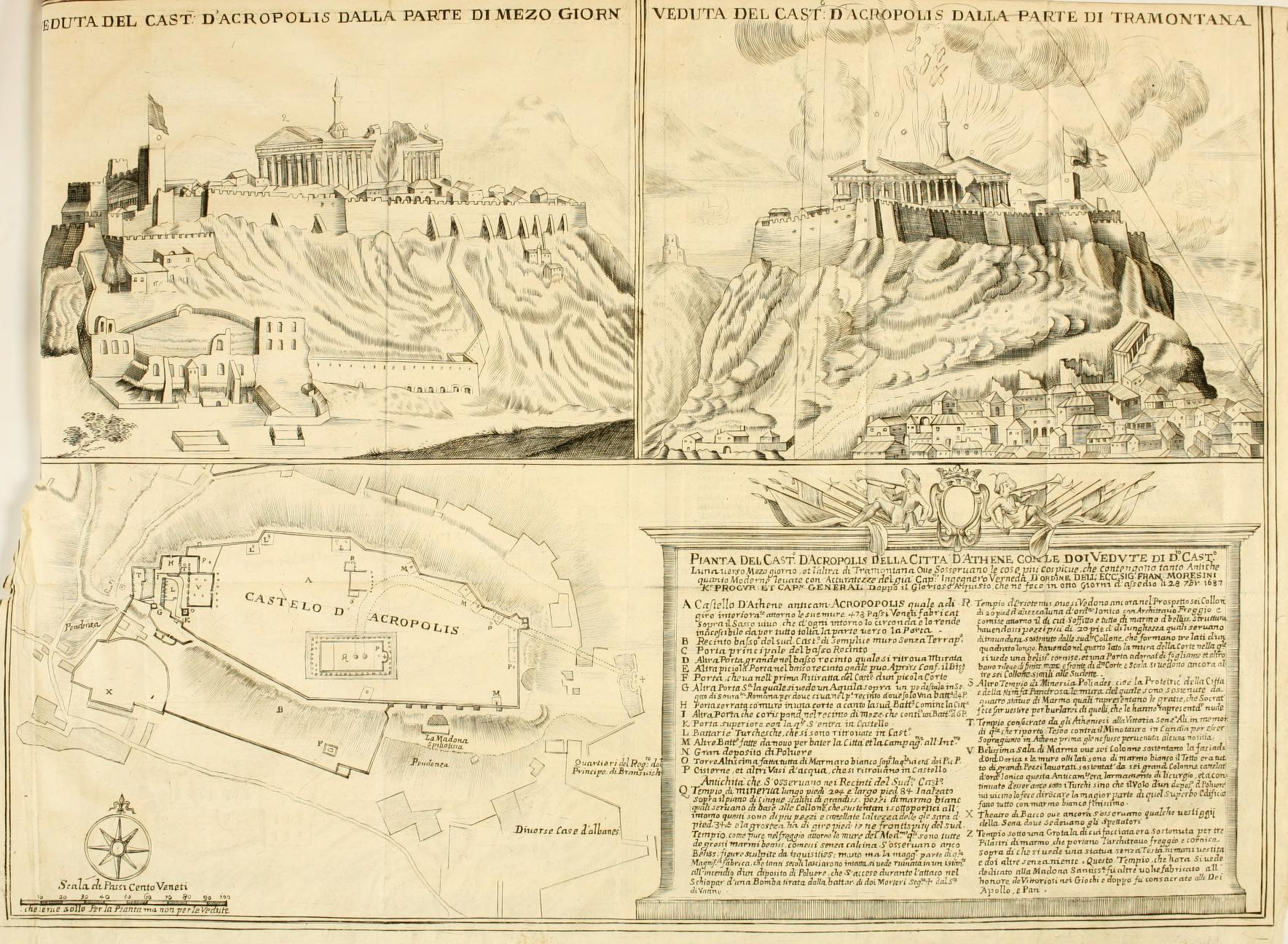
План крепости Акрополь

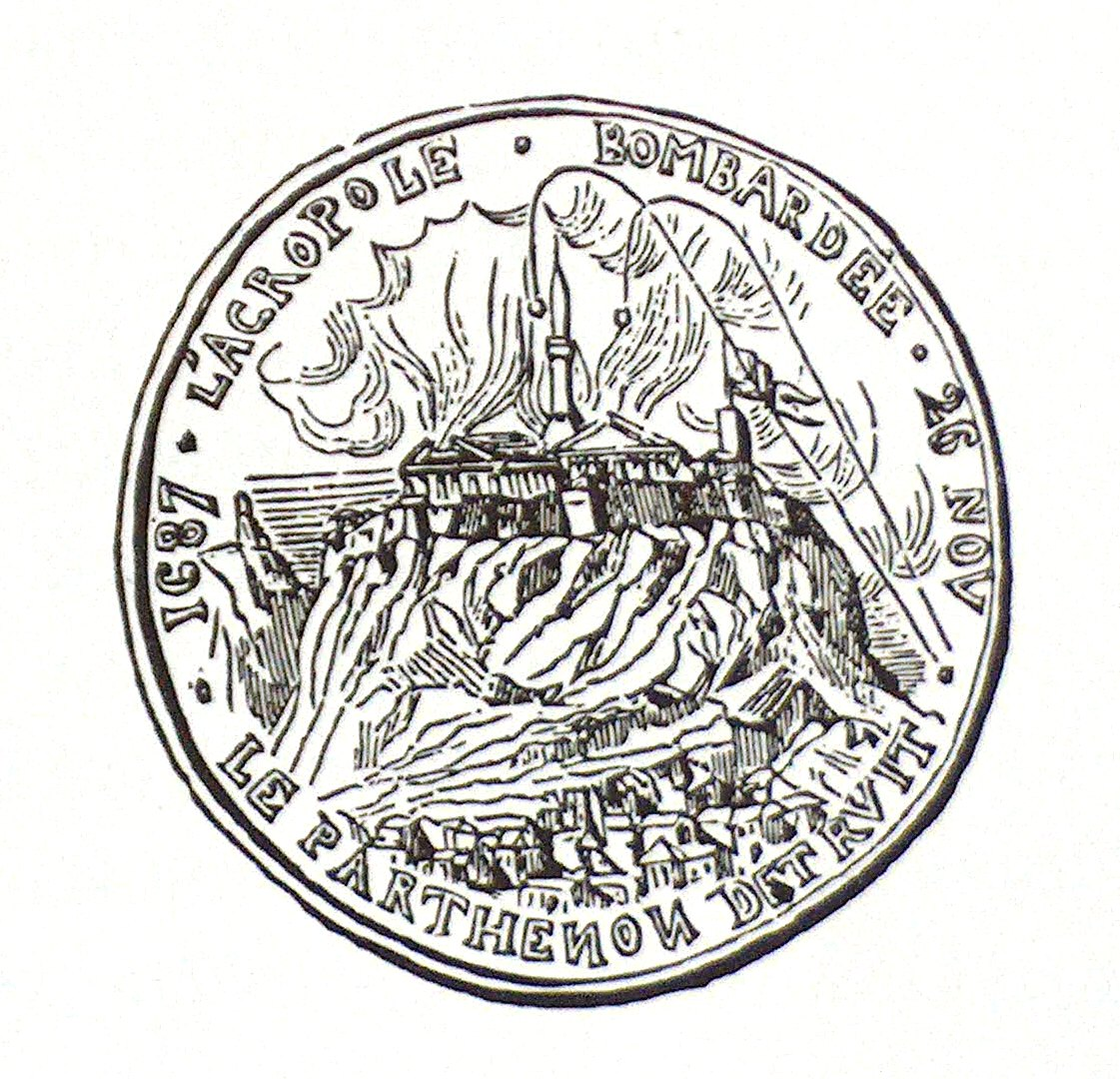
Венецианский памятный медальон, посвящённый разрушению Парфенона

21 сентября 1687 года войска Кенигсмарка численностью 10 750 человек высадились в Элевсине, а венецианский флот вошёл в порт Пирей. Турки быстро эвакуировали город Афины, а гарнизон (около 300 человек) и часть населения забаррикадировались в Акрополе, осажденном венецианцами в течение шести дней (с 23 по 29 сентября). Храм Ники Аптерос был снесён турками для строительства оборонительного бастиона. У венецианцев были четыре 500-фунтовые мортиры, ядра которых поражали западную сторону Акрополя. Парфенон, использовавшийся турками в качестве порохового погреба, вечером 26 сентября был поражен выстрелом, что привело к взрыву боеприпасов и полному разрушению крыши (до тех пор сохранившейся неповрежденной) и большей части здания.
Несмотря на разрушения, вызванные взрывом, и потерю около 200 человек, турки, тем не менее, оказали ожесточённое сопротивление, пока после провала османской контратаки на Фивы гарнизон не капитулировал при условии вывоза в Смирну. 
Венецианское владычество над Афинами длилось 6 месяцев, но когда Морозини понял, что его невозможно защитить от нападения османов, венецианцы покинули город и увезли домой различные военные трофеи, в том числе Пирейских львов, сейчас стоящих у входа в венецианский арсенал.